# Acanthopulvinaria orientalis
Acanthopulvinaria orientalis (лат.) — вид полужесткокрылых насекомых-кокцид рода Acanthopulvinaria из семейства ложнощитовки (Coccidae).

## Распространение
Азия: Афганистан, Иран, Китай, Монголия, Таджикистан, Туркменистан, Узбекистан.
Евразия: Грузия, Казахстан, Россия (Волгоградская область).

## Описание
Питаются соками корней таких растений, как саксаул Haloxylon, Anabasis aphilla, Iljinia regelii, Kochia, Noaea mucronata, Salsola richteri, Salsola glauca, Salsola ericoides, Salsola (Amaranthaceae), Artemisia (Asteraceae), Orbicularia (Euphorbiaceae), Reaumuria (Tamaricaceae).
Вид был впервые описан в 1908 году русским зоологом академиком Николаем Викторовичем Насоновым (1855—1939) как Pulvinaria orientalis.
Таксон Acanthopulvinaria orientalis выделен в отдельный род Acanthopulvinaria Borchsenius, 1952 вместе с видом Acanthopulvinaria discoidalis Nasonov, 1908.